# Вайсбах-бай-Лофер
Вайсбах-бай-Лофер (нем. Weißbach bei Lofer) — коммуна (нем. Gemeinde) в Австрии, в федеральной земле Зальцбург. 
Входит в состав округа Целль-ам-Зе.  Население составляет 406 человек (на 15 мая 2001 года). Занимает площадь 69.57 км². Официальный код  —  50627.

## Политическая ситуация
Бургомистр коммуны — Йозеф Михель Хоэнвартер (АНП) по результатам выборов 2004 года.
Совет представителей коммуны (нем. Gemeinderat) состоит из 9 мест.
- АНП занимает 6 мест.
- АПС занимает 2 места.
- СДПА занимает 1 место.